# Ans Schutová
Johanna „Ans“ Schutová (* 26. listopadu 1944 Apeldoorn, Gelderland), provdaná Boekemaová-Schutová, je bývalá nizozemská rychlobruslařka.
Na mezinárodní scéně debutovala v roce 1963, v následujících letech ale startovala pouze na národních závodech či menších mezinárodních akcích. Prvního mistrovství světa ve víceboji se zúčastnila v roce 1967, kdy skončila na pátém místě. O rok později již na šampionátu získala stříbrnou medaili a také startovala na Zimních olympijských hrách, odkud si přivezla zlato ze závodu na 3000 m; na olympijské patnáctistovce byla dvanáctá. V roce 1969 vybojovala na vícebojařském Mistrovství světa bronz, roku 1970 byla sedmá. Tehdy také startovala na premiérových ročnících Mistrovství světa ve sprintu (6. místo) a Mistrovství Evropy, kde získala bronzovou medaili. Světový vícebojařský šampionát 1971 dokončila na šesté příčce, evropské mistrovství na 16. místě. Po sezóně 1970/1971 ukončila sportovní kariéru a poté se vdala.